# Presó d'Alcatraz

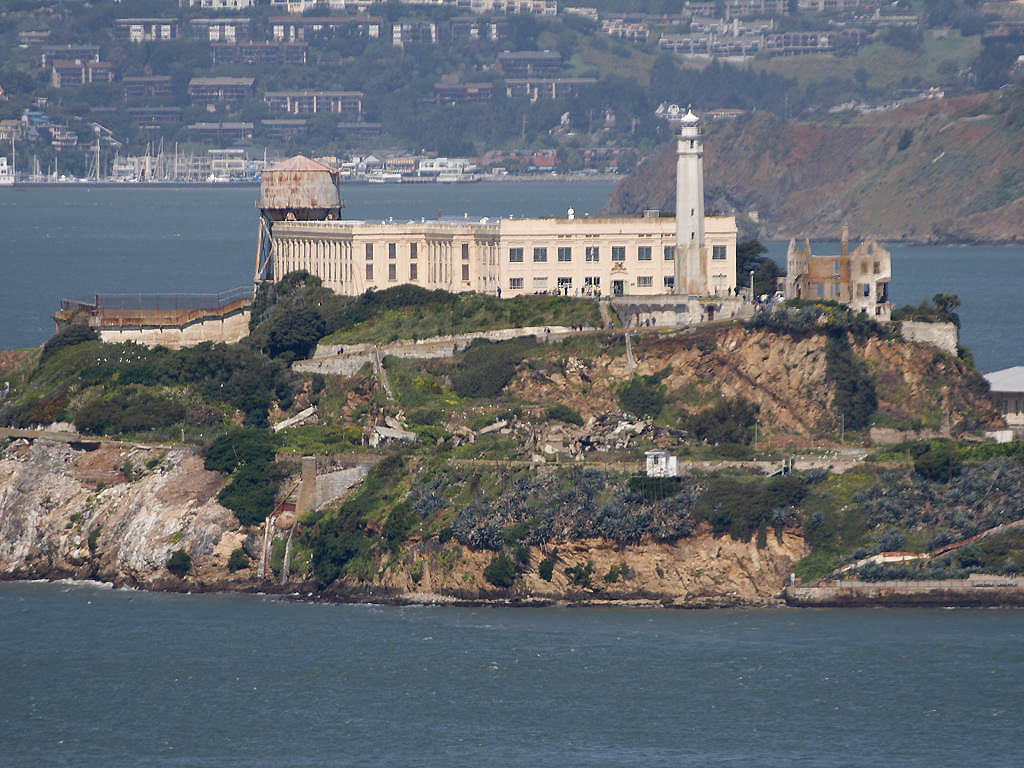
Illa i presó d'Alcatraz, amb la badia de San Francisco al fons

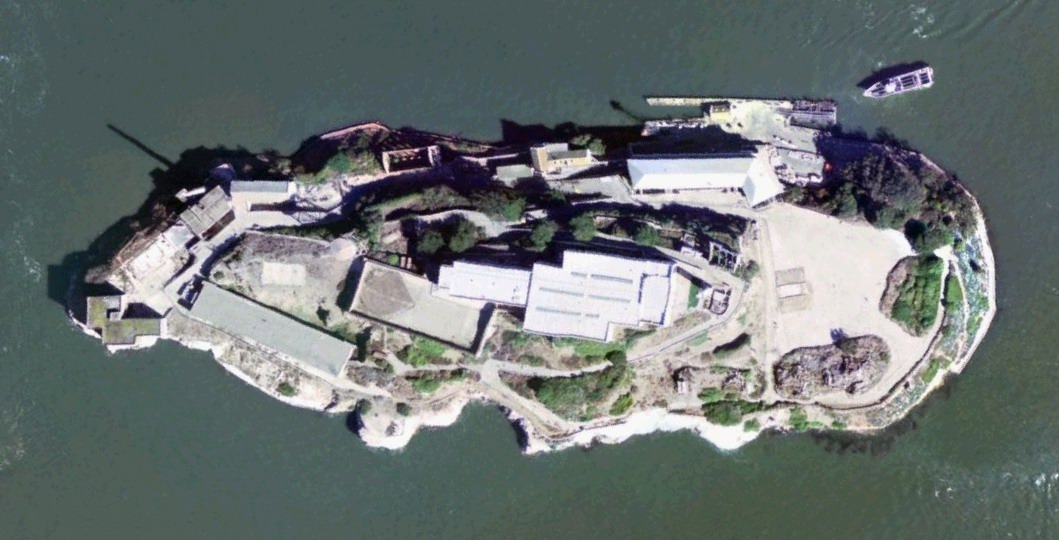
Imatge de satèl·lit de la presó d'Alcatraz

La presó d'Alcatraz, situada a l'Illa d'Alcatraz, a la badia de San Francisco (Califòrnia) era una de les presons més segures i famoses dels Estats Units i on van ser tancats importants gàngsters.
La presó va deixar d'estar en funcionament el 1963 i es conserva com a element turístic, formant part de la Golden Gate National Recreation Area. Actualment rep aproximadament un milió de visites turístiques cada any.
Frank Lee Morris, un delinqüent comú i els germans Clarence i John Anglin, condemnats a més de deu anys per robar 15.000 $, van cavar un túnel durant mesos des les seves cel·les utilitzant tan sols unes culleres i aprofitant que el formigó que envoltava el respirador estava molt danyat per la humitat. Un acordió que sonava durant la classe de música esmorteïa els sorolls de l'excavació. La nit de l'11 de juny de 1962, van deixar en les seves lliteres uns caps falses fabricades amb sabó, fulls de revistes i pèl que van treure de la barberia, i es van escapolir per la reixeta de ventilació. Quan van arribar a l'exterior, es creu que van construir una bassa amb unes gavardines i van entrar a la badia de San Francisco.
Tot i la intensa recerca, es desconeix si els presos de la gran fugida van sobreviure en el seu intent per arribar a la riba, a uns dos quilòmetres i mig d'Alcatraz, o es van ofegar sense remei en les gèlides aigües que envolten l'illa. Com mai més es va saber d'ells, es van convertir en llegenda per haver estat capaços de burlar «La Roca», l'orgull de les presons de màxima seguretat, d'on se suposava ningú podia escapar.

## Presos famosos
- Alphonse Gabriel Capone, Al Capone
- Birdman of Alcatraz
- Henri Young
- George "Machine Gun" Kelly
- Morton Sobell
- Roy Gardner

## Presos que n'escaparen
- Frank Morris
- John Anglin
- Clarence Anglin